# Лыжное двоеборье на зимних Олимпийских играх 2022 — квалификация
В соревнованиях по лыжному двоеборью на зимних Олимпийских играх 2022 года смогут принять участие 55 спортсменов, которые будут соревноваться в трёх дисциплинах. Каждая страна может быть представлена не более чем 5 спортсменами. Лыжное двоеборье остаётся единственным видом спорта в программе зимних Олимпийских игр, в котором участвуют только мужчины.

## Правила квалификации
Квалификационный период
В зачёт спортсменам идут результаты, показанные на любых соревнованиях, проходящих под эгидой FIS. Распределение квот происходит на основании рейтинга FIS на 16 января 2022 года. Согласно ему 50 сильнейших спортсменов получат для своей страны олимпийские лицензии, при этом число квот для одного НОК ограничено 5.
| Соревнование            | Период                       |
| ----------------------- | ---------------------------- |
| Квалификационный период | 1 июля 2020 — 16 января 2022 |

Командная квота
Если после распределения 50 путёвок менее 10 сборных получат 4 лицензии, которые дают право выставить команду в эстафету, то оставшиеся 5 лицензий будет распределено между странами, имеющими 3 квоты. Когда у 10 сборных будет по 4 олимпийских квоты, оставшиеся лицензии будут распределены среди спортсменов из рейтинга FIS.

## Квалифицированные страны
17 января 2022 года FIS опубликовала распределение квот на Игры.
| Страна           | Инд. | Ком.      | Всего |
| ---------------- | ---- | --------- | ----- |
| Австрия          | 5    | зелёная ✓ | 5     |
| Германия         | 5    | зелёная ✓ | 5     |
| Италия           | 4    | зелёная ✓ | 4     |
| Казахстан        | 1    |           | 1     |
| Китай            | 1    |           | 1     |
| Латвия           | 1    |           | 1     |
| Норвегия         | 5    | зелёная ✓ | 5     |
| Польша           | 2    |           | 2     |
| Россия           | 3    |           | 3     |
| Словения         | 1    |           | 1     |
| США              | 5    | зелёная ✓ | 5     |
| Украина          | 1    |           | 1     |
| Финляндия        | 5    | зелёная ✓ | 5     |
| Франция          | 4+1  | зелёная ✓ | 5     |
| Чехия            | 4    | зелёная ✓ | 4     |
| Швейцария        | 1 0  |           | 0     |
| Эстония          | 1    |           | 1     |
| Республика Корея | 1    |           | 1     |
| Япония           | 5    | зелёная ✓ | 5     |
| ВСЕГО: 18 НОК    | 55   | 9         | 55    |